# Hero Mask
Hero Mask (estilzada como Hero≠Mask) es una animación japonesa producida por el estudio Pierrot para distribuirse a través de Netflix. La serie está escrita y dirigida por Hiroyasu Aoki, y estrenó en todo el mundo el 3 de diciembre de 2018. Una segunda temporada se entrenó el 23 de agosto de 2019

## Sinopsis
La historia sucede alrededor de algunos delitos misteriosos que están pasando, y tienen que ver con unas nuevas bio-máscaras que son parte de una gran conspiración. La fiscal Sarah Sinclair y el agente James Blood investigarán este caso.

## Producción y lanzamiento
La serie está escrita y dirigida por Hiroyasu Aoki y animada por Pierrot. Takahisa Katagiri se encargó del diseño de personajes y Hisaki Kato de componer la música. La serie de 15 episodios estrenó en todo el mundo vía Netflix el 3 de diciembre de 2018. La segunda temporada de 9 episodios se lanzó mundialmente a través de Netflix el 23 de agosto de 2019.